# Абраньи, Эмиль (поэт)
Эмиль Абраньи (венг. Emil Ábrányi, 1 января 1831, Пешт — 20 мая 1920, Сентендре, Венгрия) — венгерский поэт, переводчик, критик, журналист, либреттист, искусствовед.

## Биография
Родился в семье композитора Корнеля Абраньи. Брат драматурга и писателя Корнеля Абраньи (младшего) (1849—1913). Отец композитора Эмиля Абраньи (1882—1970).
Образование получил у пиаристов.
В 1885 году редактировал издание «Koszorú» (Венок). С 1873 года — политическую газету «Pest Diary», с 1879 года — «Magyarország», с 1896 года — «Budapesti Napló».
Дебютировал как поэт в 1866 году. Был особенно популярен среди молодёжи своими патриотическими песнями.
Переводил с французского, немецкого и английского языков произведения Ф. Ла Мотт-Фуке, Э. Ростана, Байрона и др.

## Избранные произведения
Поэзия
- Újabb költemények (1882);
- Márciusi dalok (1899);

Оперные либретто
- 1876 — Kőltemények
- 1888 — Szabadság
- 1899 — Márciusi Dalok
- 1904 — Költemények